# Barbonymus balleroides
Barbonymus balleroides är en fiskart som först beskrevs av Achille Valenciennes 1842.  Barbonymus balleroides ingår i släktet Barbonymus och familjen karpfiskar. Inga underarter finns listade.